# Mari Merenda
Mari Merenda   (São Paulo, 17 de gener de 1998) és una cantautora i multiinstrumentista brasilera.

## Carrera artística
Va estudiar piano i guitarra, però l'instrument amb el que va fer-se coneguda és el txengo-txe (asalato en portuguès), que va aprendre a tocar l'any 2021, durant la pandèmia de COVID-19. Va publicar diversos vídeos en xarxes socials on feia versions de cançons conegudes acompanyant-se del petit instrument de percussió. Els clips van rebre milions de reproduccions, el que va permetre a la intèrpret aparèixer en programes de televisió d'àmbit nacional.
L'any 2022 va publicar l'EP Crônica, que conté 7 temes, tots d'autoria pròpia. Després d'un extens circuit de concerts al seu país, el 2024 inicia la seva primera gira internacional, en la que visitarà Catalunya, Portugal i França.

## Discografia
- 2022 - Crônica (EP)